# Elezioni parlamentari in Iran del 1996
Le elezioni parlamentari in Iran del 1996 si tennero l'8 marzo e il 19 aprile per il rinnovo dell'Assemblea consultiva islamica e videro la vittoria dell'Associazione dei Chierici Militanti di Mohammad-Reza Mahdavi Kani.

## Svolgimento
Avevano diritto di voto 34.716.000 cittadini; presero però parte alle votazioni solo 24.682.386 di essi: l'affluenza alle urne si fermò quindi al 71,10%. Si candidarono 8.365 persone; furono ammessi 6.954 candidati (pari all'83,13% del totale), in 196 distretti elettorali. Secondo il quotidiano Iran, 320 furono le candidate (10 di esse vennero elette).

## Risultati
Adelkhah (1999)
| Destra          | 90-100   |
| Kargozaran      | 70-80    |
| Sinistra        | circa 40 |
| Fonte: Adelkhah |          |

Nohlen et al (2001)
Nella seguente tabella, gli Indipendenti sono considerati come "alleati".
| Associazione dei Chierici Militanti e alleati | 110 | –40   |
| Società dei Chierici Militanti e alleati      | 80  | +80   |
| Kargozaran e alleati                          | 80  | Nuovo |
| Totale                                        | 270 | 0     |
| Fonte: Nohlen et al.                          |     |       |

Kazemzadeh (2008)
| Destra                  | 150   |
| Rafsanjani e Kargozaran | 15–60 |
| Sinistra                | 30    |
| Indipendenti            | 30    |
| Totale                  | 270   |
| Fonte: Kazemzadeh       |       |